# 이나리 (골프 선수)
이나리(1988년 7월 9일~)는 대한민국의 골프 선수이다.